# Зеуан
Зеуан (рум. Zăuan) — село у повіті Селаж в Румунії. Входить до складу комуни Іп.
Село розташоване на відстані 408 км на північний захід від Бухареста, 29 км на захід від Залеу, 86 км на північний захід від Клуж-Напоки.

## Населення
За даними перепису населення 2002 року у селі проживали 1053 особи.
Національний склад населення села:
| Національність | Кількість осіб | Відсоток |
| -------------- | -------------- | -------- |
| угорці         | 977            | 92,8%    |
| цигани         | 36             | 3,4%     |
| румуни         | 33             | 3,1%     |

Рідною мовою назвали:
| Мова      | Кількість осіб | Відсоток |
| --------- | -------------- | -------- |
| угорська  | 985            | 93,5%    |
| циганська | 35             | 3,3%     |
| румунська | 30             | 2,8%     |